# Newton Ferrers
Newton Ferrers – wieś w Anglii, w Devon, w dystrykcie South Hams, w civil parish Newton and Noss. W 2015 miejscowość liczyła 1263 mieszkańców. W 1931 roku civil parish liczyła 884 mieszkańców. Newton Ferrers jest wspomniana w Domesday Book (1086) jako Niwetone/Niwetona